# Station d'observation de Tchouhouïv
La station d'observation de Tchouhouïv de l'observatoire de Kharkiv (Institut d'astronomie de l'université nationale de Kharkiv) est un observatoire astronomique fondé en 1962 près du village d'Ivanivka dans le raïon de Tchouhouïv, dans l'oblast de Kharkiv en Ukraine.
En 2022 la station a été occupée par des soldats russes qui, pendant les six mois d'occupation, ont volé ou endommagé la plupart des équipements scientifiques,.
Le fondateur de l'observatoire est Nikolaï Barabachov,. L'instrument principal de l'observatoire est le réflecteur AZT-8 de 70 cm. Les observations sont centrées sur les observations photométriques des astéroïdes et la surveillance des débris spatiaux. En particulier, ces observations ont contribué de manière significative à l'introduction du système de magnitude des astéroïdes H-G1-G2 et à la découverte de l'effet YORP pour plusieurs astéroïdes,.
|                     |
| Bâtiment endommagé. |

|                  |
| Ordinateur volé. |

|                             |
| Cible utilisée pour le tir. |

|                                                 |
| Cameras CCD du télescope utilisées comme cible. |